# Fidelity Investments
Fidelity Investments (wcześniej jako Fidelity Management & Research, FMR) – amerykańskie przedsiębiorstwo świadczące usługi finansowe z siedzibą w Bostonie w stanie Massachusetts. Założone w 1946 r. przedsiębiorstwo jest jednym z największych zarządzających aktywami na świecie, z 5,4 bln USD w zarządzanych aktywach i 14,1 bln USD w aktywach administrowanych, według stanu na czerwiec 2024 r. Fidelity Investments prowadzi firmę maklerską, zarządza dużą rodziną funduszy inwestycyjnych, zapewnia dystrybucję funduszy i doradztwo inwestycyjne, usługi emerytalne, fundusze indeksowe, zarządzanie majątkiem, realizację i rozliczanie papierów wartościowych, przechowywanie aktywów i ubezpieczenia na życie.